# UCI Africa Tour 2024
L'UCI Africa Tour 2024 è stata la ventesima edizione dell'UCI Africa Tour, uno dei cinque circuiti continentali di ciclismo dell'Unione Ciclistica Internazionale, composto da corse che si disputano nel continente africano.

## Calendario

### Ottobre 2023
| Data      | Prova               | Cat. | Vincitore    | Squadra      |
| --------- | ------------------- | ---- | ------------ | ------------ |
| 27-5 nov. | Tour du Faso (2023) | 2.2  | Paul Daumont | Burkina Faso |

### Febbraio
| Data  | Prova                 | Cat. | Vincitore        | Squadra             |
| ----- | --------------------- | ---- | ---------------- | ------------------- |
| 18-25 | Tour du Rwanda (2024) | 2.1  | Joseph Blackmore | Israel-Premier Tech |

### Marzo
| Data | Prova                                          | Cat. | Vincitore       | Squadra   |
| ---- | ---------------------------------------------- | ---- | --------------- | --------- |
| 10   | Campionati africani - In linea (2024)          | CC   | Alexandre Mayer | Mauritius |
| 14   | Campionati africani - Cron. squadre (2024)     | CC   | Eritrea         | Eritrea   |
| 15   | Campionati africani - Cron. individuale (2024) | CC   | Charles Kagimu  | Uganda    |
| 16   | Campionati africani - Staffetta mista (2024)   | CC   | Mauritius       | Mauritius |

### Aprile
| Data     | Prova                                            | Cat. | Vincitore        | Squadra   |
| -------- | ------------------------------------------------ | ---- | ---------------- | --------- |
| 17-21    | Tour de Tunisie International de Cyclisme (2024) | 2.2  | annullato        | annullato |
| 30-4 mag | Tour du Bénin (2024)                             | 2.2  | Achraf Ed Doghmy | Marocco   |

### Maggio
| Data     | Prova                                           | Cat. | Vincitore                | Squadra                    |
| -------- | ----------------------------------------------- | ---- | ------------------------ | -------------------------- |
| 11       | Grand Prix de la Ville d'Oran (2024)            | 1.2  | Nassim Saidi             | Madar Pro Cycling Team     |
| 12-21    | Tour d'Algérie International de Cyclisme (2024) | 2.2  | Nassim Saidi             | Madar Pro Cycling Team     |
| 21-26    | Tour du Mali (2024)                             | 2.2  | Yaya Diallo              | Mali                       |
| 22       | Grand Prix de la Ville d'Annaba (2024)          | 1.2  | Milikias Maekele         | Eritrea                    |
| 24       | Grand Prix de la Ville d'Alger (2024)           | 1.2  | Hamza Amari              | Madar Pro Cycling Team     |
| 31-9 giu | Tour du Cameroun (2024)                         | 2.2  | Clovis Kamzong           | SNH Vélo Club              |
| 31-9 giu | Tour du Maroc (2024)                            | 2.2  | Axel Narbonne Zuccarelli | Nice Métropole Côte d'Azur |

### Giugno
| Data  | Prova                                                                 | Cat. | Vincitore       | Squadra              |
| ----- | --------------------------------------------------------------------- | ---- | --------------- | -------------------- |
| 1-7   | International Tour of Libya                                           | 2.2  | annullato       | annullato            |
| 11-14 | Škoda Tour de Maurice (2024)                                          | 2.2  | Piotr Brożyna   | Team Felt Felbermayr |
| 16    | Courts Mammouth Classique de l'Île Maurice (2024)                     | 1.2  | Patryk Stosz    | Team Felt Felbermayr |
| 29    | Campionati delle Isole dell'Oceano Indiano - Cron. squadre (2024)     | CC   | Mauritius (A)   | Mauritius (A)        |
| 30    | Campionati delle Isole dell'Oceano Indiano - Cron. individuale (2024) | 1.2  | Alexandre Mayer | Mauritius            |

### Luglio
| Data | Prova                                                        | Cat. | Vincitore       | Squadra   |
| ---- | ------------------------------------------------------------ | ---- | --------------- | --------- |
| 3    | Campionati delle Isole dell'Oceano Indiano - In linea (2024) | 1.2  | Alexandre Mayer | Mauritius |

### Settembre
| Data | Prova                | Cat. | Vincitore | Squadra   |
| ---- | -------------------- | ---- | --------- | --------- |
| 19   | Grand Prix Sonatrach | 1.2  | annullato | annullato |
| 20   | Grand Prix Sonelgaz  | 1.2  | annullato | annullato |
| 21   | Grand Prix Oranie    | 1.2  | annullato | annullato |

### Ottobre
| Data | Prova                          | Cat. | Vincitore                | Squadra            |
| ---- | ------------------------------ | ---- | ------------------------ | ------------------ |
| 1-5  | Grand Prix Chantal Biya (2024) | 2.2  | Wesley van Dyck          | Cycling Vlaanderen |
| 6    | Grand Prix d'Ongola (2024)     | 1.2  | Oussama Abdellah Mimouni | Algeria            |

## Classifiche
Fonte: UCI

### Classifica individuale
La classifica è composta da tutti i corridori del continente che abbiano ottenuto punti nell'UCI World Ranking.
| Pos. | Corridore          | Squadra     | Punti |
| ---- | ------------------ | ----------- | ----- |
| 1    | Biniam Girmay      | Intermarché | 3352  |
| 2    | Henok Mulubrhan    | Astana      | 569   |
| 3    | Alexandre Mayer    | Saint Piran | 561   |
| 4    | Merhawi Kudus      | Terengganu  | 549   |
| 5    | Natnael Tesfatsion | Lidl-Trek   | 525   |
| 6    | Azzedine Lagab     | Madar       | 394   |
| 7    | Charles Kagimu     |             | 393   |
| 8    | Ryan Gibbons       | Lidl-Trek   | 285   |
| 9    | Dillon Geary       |             | 283   |
| 10   | Metkel Eyob        | Terengganu  | 264   |

### Classifica a squadre
La classifica viene calcolata sommando i punti della classifica individuale dei migliori 8 ciclisti per squadra.
| Pos. | Squadra                | Punti  |
| ---- | ---------------------- | ------ |
| 1    | Madar Pro Cycling Team | 962    |
| 2    | Java-Inovotec Pro Team | 344,99 |
| 3    | May Stars              | 70     |
| 4    | Suez Canal Discovery   | 63     |
| 5    | Sidi Ali-Unlock Team   | 30     |

### Classifica per nazioni
La classifica viene calcolata sommando i punti dei migliori 8 ciclisti per nazione.
| Pos. | Nazione    | Punti   |
| ---- | ---------- | ------- |
| 1    | Eritrea    | 5757,33 |
| 2    | Sudafrica  | 1589    |
| 3    | Mauritius  | 1251    |
| 4    | Algeria    | 1126    |
| 5    | Marocco    | 963,66  |
| 6    | Ruanda     | 751,98  |
| 7    | Uganda     | 517     |
| 8    | Capo Verde | 513     |
| 9    | Etiopia    | 397,99  |
| 10   | Angola     | 329     |